# Hakima Himmich
Pour l’article homonyme, voir Bensalem Himmich.
Hakima Himmich, née à Meknès en 1944, est la fondatrice et ancienne présidente de l'association de lutte contre le sida ALCS au Maroc, plus importante association de lutte contre le sida de la région Moyen Orient/Afrique du Nord,. Elle est actuellement présidente de Coalition PLUS, réseau international d'ONG communautaires de lutte contre le sida et les hépatites virales.

## Biographie
Elle a diagnostiqué le premier cas de sida au Maroc en 1986 et a été cheffe de service des maladies infectieuses au centre hospitalier Ibn Rochd à Casablanca.
En 1988, Hakima Himmich crée l'Association de Lutte contre le sida au Maroc, ALCS, première association de lutte contre le sida de la région Moyen-Orient/Afrique du Nord.
En 2008, Hakima Himmich cofonde Coalition PLUS, union internationale de lutte contre le sida.
En 2016, elle déplore la baisse d'intérêt du grand public sur le sujet de la maladie du sida alors que 2 millions de nouvelles infections ont eu lieu dans le monde en 2015.

## Autres fonctions
- Ancien membre du comité technique du Fonds mondial de lutte contre le sida, la tuberculose et le paludisme[4]
- Ancien membre du comité d'éthique de l'ONUSIDA[4]
- Ancien membre du comité de consultation stratégique et technique contre le VIH/Sida de l'Organisation mondiale de la santé[4]
- Ancien membre du conseil d'administration de l'AFRAVIH[4]

## Prix et honneurs
- 2001 : Prix de l'Association Marocaine de l'industrie pharmaceutique[7]
- Ordre du Ouissam alaouite[4]
- Ordre national de la Légion d'honneur[4]

### Sources bibliographiques
- Rédaction LM, « Les nouveaux territoires du Sida. Prévention à Casablanca », Le Monde,‎ 7 avril 1993 (lire en ligne).
- Rédaction LM, « Les décideurs marocains préfèrent la littérature », Le Monde,‎ 29 juillet 1994 (lire en ligne).
- Mouna El Banna, « Des accusations du ministre marocain de la santé provoquent un tollé dans le monde médical », Le Monde,‎ 5 avril 1996 (lire en ligne).
- Eric Favereau, « Maroc: la débrouille, rempart contre la maladie », Libération,‎ 4 juillet 2000 (lire en ligne).
- Eric Favereau, « Questions à La Pre Hakkima Himmich dirige le service des maladies infectieuses à Casablanca. », Libération,‎ 17 août 2006 (lire en ligne).
- Eric Favereau, « Maroc, terre rebelle au sida », Libération,‎ 20 avril 2010 (lire en ligne).
- Luce Michel, Béatrice Didier (dir.), Antoinette Fouque (dir.) et Mireille Calle-Gruber (dir.), Le dictionnaire universel des créatrices, Éditions des femmes, 2013, « Himmich, Hakima [Meknès 1945] », p. 1990.